# 삼촌이 생겼어요
삼촌이 생겼어요는 KBS 2TV에서 매주 토요일에 방영 하였던 분리와 통합 프로인 천하무적 토요일의 코너로, 역대 삼촌 노홍철, 강호동, 지상렬, 은지원, 김C, MC몽, 김종민, 이휘재 그리고 13남매, FC 슛돌이, 왕석현의 100일 동안 좌충우돌 성장일기 프로그램이다.
2009년 9월 5일 방송을 끝으로 막을 내렸다.

## 제작진
- 프로듀서 : 김진홍
- 연출 : 류명준, 김수아, 박민정
- 작가 : 곽상원, 민지연, 이지현, 문명주

## 내레이션
- 메이비

## 출연진
- 이휘재 - 삼촌
- 왕석현 - 조카